# Polyommatus coluteae
Polyommatus coluteae är en fjärilsart som beskrevs av Johann Kaspar Füssli 1775. Polyommatus coluteae ingår i släktet Polyommatus och familjen juvelvingar. Inga underarter finns listade i Catalogue of Life.